# 评新编历史剧《海瑞罢官》
《评新编历史剧〈海瑞罢官〉》是姚文元于1965年11月10日在上海《文汇报》上发表的一篇文章，一般被认为是文化大革命的导火索。文章批判了北京市副市长吴晗于1960年创作的京剧剧本《海瑞罢官》，将剧情中“退田”、“平冤狱”的内容与1962年的“单干风、黑暗风、翻案风”联系起来，指责《海瑞罢官》是“毒草”，把学术问题、历史问题上升到了阶级斗争的高度。
姚文元写作这篇文章是由江青、张春桥在上海秘密组织的，并得到了毛泽东的支持。在文章发表前，毛泽东曾三次审阅姚的文稿。

## 经过

### 《海瑞罢官》的创作
1959年4月，毛泽东在中共八届七中全会上号召学习明朝大臣海瑞“舍得一身剐，敢把皇帝拉下马”的精神，并建议找几个历史学家研究一下，宣传海瑞刚正不阿的精神。毛泽东的秘书、中宣部副部长胡乔木将毛泽东的话转告北京市副市长、明史专家吴晗，让其撰写文章。吴晗于1959年6月和9月先后在人民日报上发表了《海瑞骂皇帝》、《论海瑞》两篇文章。北京京剧团团长马连良看到文章后约请吴晗撰写有关海瑞的京剧剧本，1960年底剧本完成，定名《海瑞罢官》。1961年1月，马连良、裘盛戎、李多奎等在北京工人俱乐部首演该剧，受到了热烈欢迎。毛泽东在家中约见了马连良，并称赞：“戏好、海瑞是好人。《海瑞罢官》的文字写得也不错。”吴晗得知后非常高兴。
吴晗关于海瑞的创作并非因为同情在1959年7月的庐山会议上指出大跃进中问题而遭受批判的彭德怀。庐山会议后，胡乔木将会上批判彭德怀的情况告知了吴晗，吴晗因此在会议前即写成的《论海瑞》一文草稿末尾加上了一段影射批评彭德怀的话，该文于1959年9月发表在人民日报上。
有些人自命海瑞，自封“反对派”，但是，他们同海瑞相反，不站在人民方面，不站在今天的人民事业——社会主义事业方面，不去反对坏人坏事，却专门反对好人好事，说这个搞早了，搞快了，那个搞糟了，过火了，这个过直了，那个弄偏了，这个有缺点，那个有毛病，太阳里面找黑子，十个指头里专找那一个有点毛病的，尽量夸大，不及其余，在人民群众头上泼冷水，泄人民群众的气。这样的人，专门反对好人好事的人，反对人民事业的人，反对社会主义事业的人，不但和历史上的海瑞毫无共同之点，而且恰好和当年海瑞所反对而又反对海瑞的大地主阶级代表们的嘴脸一模一样。广大人民一定要把这种人揪出来，放在光天化日之下，大喝一声，不许假冒！让人民群众看清他们的右倾机会主义的本来面目，根本不是什么海瑞！——吴晗，论海瑞，《人民日报》，1959年9月21日第11版
尽管如此，吴晗对海瑞的颂扬在彭德怀事件之后已经十分显得不合时宜，因为毛泽东对海瑞的态度已经发生了一些转变，1959年8月16日庐山会议闭幕会上，他提到要区分“左派海瑞”和“右派海瑞”：
现在听说海瑞出在你们那个里头，海瑞搬了家了。明朝的海瑞是个左派，他代表富裕中农、富农、城市贫民，向着大地主大官僚作斗争。现在海瑞搬家，搬到右倾司令部去了，向着马克思主义作斗争。这样的海瑞，是右派海瑞。我不是在上海提倡了一番海瑞吗？有人讲，我这个人又提倡海瑞，又不喜欢出现海瑞。那有一半是真的。海瑞变了右派我就不高兴呀，我就要跟这种海瑞作斗争。——毛泽东，毛泽东在中共八届八中全会上的讲话记录，转引自《毛泽东传》
之后大跃进的失败及所酿成的1959年至1961年三年大饥荒的残酷现实，不得不使毛泽东作出检讨。然而毛泽东本人虽表示愿意部分承担大跃进的责任，却依旧指责彭德怀于1962年写下的《八万言书》是要翻案，提出要批判“单干风、黑暗风、翻案风”。

### 酝酿对《海瑞罢官》的批判
1962年3月上旬，江青在北京民族文化宫看完《海瑞罢官》后，指示停演，并找到中宣部、文化部的四个部长、副部长陆定一、周扬等人谈话，提出《海瑞罢官》存在严重的政治问题，借古讽今、影射现实，要对该剧进行批判。但江青的要求并未得到回应。之后毛泽东指示将《海瑞罢官》列为可供批判的39个《文学艺术资料》，批转至县团级，但因中央一线没有布置批判而作罢。
毛泽东在起初反对江青批判《海瑞罢官》的建议，批评江青:“你这个人就想整这个人整那个人。我就是要看，我要保护几个历史学家呢！ 有工夫你还是多看几本书吧！”。但在1964年，毛在康生的建议下将《海瑞罢官》同彭德怀于1959年被罢官联系起来，默许了江青组织对《海瑞罢官》进行批判。
1964年，江青找到北京青年文艺评论家李希凡，要求其批判《海瑞罢官》，但遭到拒绝，据李希凡称他当时觉得江青将吴晗剧本和“单干风”联系起来太牵强。
1965年初，江青前往上海秘密组织批判《海瑞罢官》，其间江青得到了中共华东局第一书记柯庆施的支持。上海市委书记处负责宣传的书记张春桥接受江青的指示，于1965年3月将姚文元介绍给江青，负责撰写批判《海瑞罢官》的文章，张春桥本人也深度参与了此文的撰写:159。1965年6月第一稿写成，但江青并不满意，姚继续修改，直至9月第七稿写成。张春桥将文稿交给上海市委第一书记陈丕显看，陈丕显因为江青在上海秘密组织写文章，批判北京副市长，却又不准上海对北京方面打招呼而感到不安，准备找机会向周恩来或陈毅汇报。然而不久，陈丕显得知毛泽东本人向北京市委书记彭真透露自己要批判吴晗的消息后，向周、陈二人汇报的打算就此作罢。
在江青的指示下，姚的文章将《海瑞罢官》中海瑞“退田”、“平冤狱”的内容与1962年以来受到批判的“单干风、黑暗风、翻案风”联系起来，将该剧判定为反党反社会主义的“毒草”，将学术问题、历史问题上升到了阶级斗争的高度。
1965年11月5日和7日由《文汇报》社出面开了两次座谈会，名为邀请学术界专家讨论《评新编历史剧〈海瑞罢官〉》，会上大多数人都同情吴晗，对文章提出意见，上海社科院院长李培南、复旦大学教授周谷城、周予同等人发言支持吴晗。
1965年11月10日，毛泽东“看了三遍，认为基本还可以”的《评新编历史剧〈海瑞罢官〉》一文发表在上海《文汇报》上。文章首先登在《文汇报》上是张春桥的建议，他认为文章刊登在这张非党报上，首先不会引起人们猜测，因为这份民间报纸过去也发表过一些学术争论文章；其次这张上海报纸在全国特别是知识界拥有广泛读者，可以通过对姚文元文章的争论，将知识界同情或同意吴晗观点者都牵出来，便于以后进行更大规模批判。该建议得到江青同意。

### 各方反应
11月12日，《解放日报》全文转载，接下来华东地区的报纸相继转载，11月24日《浙江日报》、《大众日报》（山东）、《新华日报》（江苏）、《福建日报》，11月25日《安徽日报》，26日《江西日报》。这些省份都在华东局的领导下，华东局书记魏文伯知道姚文元文章的背景，向这些报纸打了招呼。北京市委则对姚的文章背景并不知情，且姚文元的文章公开批判北京市副市长，绕过北京市委和中宣部，引起了北京市委书记彭真的强烈不满，原人民日报社社长邓拓也不同意转载姚文元的文章。毛泽东于11月17日抵达上海，见北京不转载，便指示上海印发单行本向全国征订，但北京市委依然没有征订。11月25日，陈丕显在上海将文章的背景告诉了罗瑞卿，托罗瑞卿转告周恩来。罗瑞卿随即让《解放军报》转载，周恩来则让《人民日报》转载。这样，十多天的僵局才被打破，《北京日报》也在11月29日转载了姚文元的文章，随后与北京相关的华北地区的河北和天津也在12月初转载了。
11月29日，上海在《文汇报》第二版以《读者来信要求讨论〈海瑞罢官〉问题》为通栏标题开始刊登讨论文章。讨论文章是事先准备好的，待北京方面开始转载姚的文章后即发出，目的是为了引起广泛讨论，以进行大规模批判。姚文元的文章在北京和上海的学术界、文化界引起很大的震动。吴晗看了姚文元的文章后，一方面很紧张，但对姚文元联系现实政治所做的批判不服，认为《海瑞罢官》是1960年写的，而鼓吹包产到户的“单干风”是1962年出现的，他无法在1960年预见1962年出现的事。
吴晗的辩驳使得姚文元的文章失去说服力，但毛之后接受了康生于1964年的说法即“海瑞罷官跟廬山會議有關，讚揚海瑞為民請命，即是讚揚彭德懷為民請命，劇本的主旨是企圖為彭德懷平反”。12月21日毛泽东在杭州与陈伯达、胡绳、田家英等谈话时说，“姚文元的文章也很好，点了名，对戏剧界、史学界、哲学界震动很大，但是没有打中要害。要害问题是罢官。嘉靖皇帝罢了海瑞的官，一九五九年我们罢了彭德怀的官，彭德怀也是‘海瑞’。”以诛心之论指责吴晗写《海瑞罢官》就是为彭德怀鸣不平。
彭德怀此时出任三线建设委员会副总指挥，于11月30日初到成都，12月4日看报时在人民日报上看到姚文元的文章后非常气愤，说到：“这是含沙射影，打了我彭德怀一个耳光……当然啦，吴晗这个人我见过，可没有交往，他写的是戏，不一定是为我打抱不平，自古宣扬忠臣良将的戏多着呢，我怎么能这样疑神疑鬼？”
北京市委书记彭真及邓拓等人试图把批《海瑞罢官》限制在学术讨论的范围内，彭真专程前往上海，试图向毛泽东解释吴晗和彭德怀其实没有任何历史关系。毛泽东认可了他的话。彭真之后以“文化革命五人小组”组长的名义，草拟出了态度缓和的《二月提纲》。但毛泽东意图通过对吴晗的批判为突破口，批判整个文艺界，进而掀起一场大规模的政治运动。1966年3月下旬，毛澤東批判了《二月提綱》，将彭真等人打倒，之後批判浪潮席捲全國。

## 观点
对于毛泽东组织对《海瑞罢官》进行批判的真实目的，一些学者认为：“是要以重新高度评价“三面红旗”和肯定对彭德怀的批判，作为清算刘少奇等中央第一线领导人的突破口。”；“为了顺藤摸瓜，搞了吴晗搞邓拓，搞了邓拓搞彭真，彭真一搞，刘少奇就跑不了。”
一些学者指出：张春桥在向北京市委书记彭真、中宣部长陆定一汇报批判《海瑞罢官》的情况时，隐瞒了毛泽东曾三次看过姚文元的文章的事实，使得彭真等人错误判断了形势。

## 外部連結
- .   [2016-08-01]. （原始内容存档于2019-04-10）.